# Michal Šanda
Michal Šanda (ur. 10 grudnia 1965 w Pradze), czeski prozaik i poeta.

## Twórczość

### Praca zbiorowa
- Generál v umyvadle plném blues, Větrné mlýny Brno ISBN 978-80-7443-467-9, (2022)

### Poezja
- stoa, KIC Brno, (1994)
- Ošklivé příběhy z krásných slov, Protis Praga, ISBN 80-85940-20-5, (1996)
- Metro, Protis Praga, ISBN 80-85940-48-5, (1998 a 2005)
- Dvacet deka ovaru, Klokočí a Knihovna Jana Drdy Praga, ISBN 80-86240-05-3, (1998)
- Remington pod kredencí, Protis Praha, ISBN 978-80-7386-050-9, (2009)
- Býkárna, Druhé město Brno, ISBN 80-7227-252-7 a Milan Ohnisko a Ivan Wernisch, (2006)
- Rabování samozvaného generála Rona Zacapy v hostinci U Hrocha, Nakladatelství Pavel Mervart Červený Kostelec, ISBN 978-80-7465-155-7, (2015)

### Proza
- Blues 1890-1940, Petrov Brno, ISBN 80-7227-067-2, (2000)
- Obecní radní Stoklasné Lhoty vydraživší za 37 Kč vycpaného jezevce pro potřeby školního kabinetu, Petrov Brno, ISBN 80-7227-110-5, (2001)
- Sudamerická romance, Petrov Brno, ISBN 80-7227-164-4, (2003)
- Kecanice, Protis Praga, ISBN 80-85940-75-2, (2006)
- Dopisy, Dybbuk Praga, ISBN 978-80-86862-85-9 a Karel Havlíček Borovský, (2009)
- Sebrané spí si, Nakladatelství Petr Štengl Praga, ISBN 978-80-87563-04-5, (2012)
- Špacírkou přes čenich!, Nakladatelství Paseka Praga a Litomyšl, ISBN 978-80-7432-296-9, (2013)
- MUDr. PhDr. Jarmila Beichtenová: Kazuistika pacientů Michala Šandy a Jakuba Šofara – literární anamnéza, Novela bohemica Praga, ISBN 978-80-87683-28-6, (2014)
- Jakápak prdel, Týnská literární kavárna Praga, ISBN 978-80-903065-9-2 a Druhé město Brno, ISBN 978-80-7227-364-5, (2015) a Ivan Wernisch
- Autorské poznámky k divadelní grotesce Sráči, Nakladatelství Petr Štengl Praga, ISBN 978-80-87563-35-9, (2015)
- Masná kuchařka mistra řezníka z Nelahozevsi Antonína Dvořáka, Dybbuk Praga, ISBN 978-80-7438-152-2, (2016)
- Údolí, Dybbuk Praga, ISBN 978-80-7438-469-1 ia ISBN 978-80-7438-472-1, (2017)
- Hemingwayův býk, Paper Jam Hradec Králové, ISBN 978-80-87688-79-3, (2018)
- Umyvadlo plné vajglů, Dybbuk Praga, ISBN 978-80-7438-227-7, (2020)
- Generál v umyvadle plném blues, Větrné mlýny Brno ISBN 978-80-7443-467-9, (2022)
- Mozek z blázna, Malvern Praga, ISBN 978-80-7530-450-6, (2023)
- Grotesky, Malvern Praga, ISBN 978-80-7530-541-1, (2024)

### Książki dla dzieci
- Merekvice, Dybbuk Praga, ISBN 978-80-86862-53-8, (2008)
- Oskarovy rybářské trofeje, Novela bohemica Praha, ISBN 978-80-87683-38-5, (2014)
- Dr. Moul, Michal Šanda, Praha ISBN 978-80-270-3653-0, (2018)
- Kosáku, co to máš v zobáku?, Meander Praha ISBN 978-80-7558-105-1, (2019)
- Rukulíbám, Meander Praha ISBN 978-80-7558-133-4, (2020)
- Tibbles, Meander Praha ISBN 978-80-7558-165-5, (2021)
- Viktor & Віктор, Meander Praha ISBN 978-80-7558-177-8, (2022)
- Lední medvěd Rio zachraňuje prales, Meander Praha ISBN 978-80-7558-223-2, (2023)
- Kruh, Meander Praha ISBN 978-80-7558-239-3, (2023)
- Hravě o dopravě, Meander Praha, ISBN 978-80-7558-264-5, (2024)
- Čtverec, Meander Praha, ISBN 978-80-7558-267-6, (2024)

### Sztuki teatralne
- Španělské ptáčky, Větrné mlýny Brno, ISSN 1213-7022, (2006)
- Sorento, Větrné mlýny Brno, ISBN 978-80-7443-048-0, (2011)